# Secretaría de Justicia y Derechos Humanos de Honduras
La Secretaría de Justicia y Derechos Humanos de Honduras es la institución del poder ejecutivo con la capacidad de orientar técnicamente a los funcionarios del poder ejecutivo e instituciones del Estado para que enmarquen su comportamiento y actuación en el más estricto respeto a los derechos humanos, adecentando sus prácticas, revirtiendo situaciones y mejorando la condición de vida de las personas por medio de la realización de planes, programas y proyectos sobre derechos. H.N.N.C.

## Antecedentes históricos
La Constitución de la República en el artículo 245 establece que el presidente de la República tiene a su cargo la administración general del Estado.

No obstante, no existía institución del Poder Ejecutivo que se encargase del diseño, implementación y supervisión del cumplimiento de una política pública con enfoque de derechos humanos que permita prevenir e identificar riesgos y amenazas para el ejercicio o goce de los derechos humanos, así como para la promoción y defensa de los derechos humanos, por medio de una cultura de respeto irrestricto a los derechos humanos.

Los derechos humanos están reconocidos en la Constitución, las Leyes y Tratados Internacionales y una vez que se ratifica un Tratado Internacional también el Estado expresa su consentimiento para establecer obligaciones jurídicas que se derivan del mismo y se compromete a cumplir.

En ese sentido, el Estado debe tomar medidas en determinadas situaciones, o en otros casos, abstenerse de actuar de determinada forma, a fin de promover, proteger y respetar los derechos humanos y las libertades fundamentales de los individuos o grupos.

Para que los derechos humanos sean efectivamente garantizados se requiere disponer de mecanismos que aseguren su aplicación, por medio de una institución que de manera especializada y responsable asuma los mismos.

## Creación de la Secretaría de Estado en los Despachos de Justicia y Derechos Humanos
Según Decreto Legislativo No. 177-2010; Artículo 1.- se reformó los Artículo 28 y 29 del Decreto n.º 146-86 de fecha 27 de octubre de 1986, contentivo de la LEY GENERAL DE ADMINISTRACIÓN PÚBLICA, los que se leerán de la manera siguiente:
ARTÍCULO 28.- Para la Administración General del país que la Constitución de la República le confiere al Poder ejecutivo y habrá en la Secretaría de Estado lo siguiente:

1) Del Interior y Población;

2) Despacho Presidencial;

...

19) Justicia y Derechos Humanos

Las Secretarías de Estado tendrán igual rango y entre ella no habrá preeminencia alguna. Para el desempeño de sus funciones será auxiliadas por Subsecretarías de Estado, creadas y suprimidas mediante ley.

La precedencia de las Secretarías de Estado es el mismo orden que establece el presente Artículo.

## Funciones y Atribuciones
Según Decreto Ejecutivo n.º PCM-027-2011 Reformas al Reglamento de Organización, Funcionamiento y Competencias del Poder Ejecutivo; Artículo 1.- Reforma por adición de los Artículos 87-D, 87-E y 87-F, al Reglamento de Organización, Funcionamiento y Competencias del Poder Ejecutivo, contenido en el Decreto Ejecutivo n.º PCM-008-97 de la fecha 2 de junio de 1997 ..... las cuales se leerán de la siguiente manera:

SECCIÓN DÉCIMO QUINTA

Secretaría de Justicia y Derechos Humanos Artículo 87-D. Compete a la Secretaría de Justicia y Derechos Humanos:
Lo concerniente a la promoción, coordinación, formulación, armonización, implementación y evaluación de las políticas en materia de justicia y derechos humanos incluyendo:

a) La promoción, coordinación, formulación, armonización, implementación y  evaluación de las políticas del Poder Ejecutivo sobre acceso a la justicia;

b) La de promover la revisión, actualización y armonización del ordenamiento jurídico nacional;

c) La de promover la revisión, actualización y armonización del ordenamiento jurídico nacional a los estándares internacionales;

d) La de promover la seguridad jurídica y el conocimiento de la ley por parte de la ciudadanía;

e) La coordinación y enlace de las organizaciones de la sociedad civil vinculadas al quehacer de la justicia y los derechos humanos en su relación con el Gobierno;

f) La solución extrajudicial o alterna de conflictos en el ámbito de su competencia;

g) La promoción de la responsabilidad ciudadana para una cultura de paz;

h) La promoción de una política de desarrollo de instancia alterna de solución de conflicto en el ámbito de su competencia;

i) La coordinación y enlace con los órganos del Poder Judicial, Ministerio Público, Procuraduría General de la República, el Comisionado Nacional de los Derechos Humanos (CONADEH) y otros, en su relación con el Poder Ejecutivo  en materia de Derechos Humanos;

j) Lo relativo a indultos de conformidad con la legislación sobre la materia;

k) Formular, coordinar, ejecutar y evaluar las políticas públicas en materia de justicia y derechos humanos en el marco de la Visión de País y Plan de Nación;

l) Asumir las directrices enuncias en la C Visión de País y Plan de Nación y los Objetivos de Desarrollo del Milenio en lo concerniente a las materias;

m) La formulación, coordinación, fomento, armonización y ejecución de la política pública en materia de Derechos Humanos y el Plan Nacional de Acción en Derechos Humanos con la participación de las Organizaciones de la sociedad civil.

n) La de asesorar a los diferentes órganos del Poder Ejecutivo en la coordinación, diseño, e implementación de políticas públicas, programas y planes en la tem´stica de justicia y derechos humanos;

o) La de promover el fortalecimiento de las capacidades de las instituciones de la Administración Pública Centralizada y Descentralizada para el cumplimiento de sus obligaciones en materia de derechos humanos en la esfera de su competencia;

p) La coordinación y enlace con las instituciones encargadas de las actividades encaminadas a promover y proteger los derechos y garantías de los niños y niñas, jóvenes, mujeres, adultos mayores, personas con discapacidad, personas privadas de libertad, etnias y trabajadores migratorios y de sus familiares;

q) Establecer estructuras, funciones y atribuciones que posibiliten la tutela de los derechos de los grupos colocados en posición de vulnerabilidad;

r) La redacción, presentación y sustentación de los Informes de los Tratados e Instrumentos de derechos humanos ratificados por el Estado de Honduras;

s) La de realizar estudios e investigaciones que sirvan de apoyo al resto de espacios gubernamentales y estatales para el fortalecimiento de las capacidades investigativas y de respuesta en materia de  Justicia y  Derechos Humanos;

t) La de realizar estudios e investigaciones que contribuyan a mejorar el conocimiento que se tiene de los derechos humanos por parte de los diferentes  órganos del Poder Ejecutivo para la implementación de sus políticas públicas;

u) La de coadyuvar en el fortalecimiento de las capacidades institucionales en el desarrollo de las investigaciones que en materia de Derechos Humanos lleven a cabo los entes encargados;

v) La de representar al Poder Ejecutivo nacional e internacionalmente en grupos de trabajo, eventos, comisiones, cónclaves y reuniones ministeriales en materia de justicia y derechos humanos a los que sea invitado el Gobierno de la República;

w) La de contribuir a la prevención de violencia asociada a conflictos sociales, promoviendo procesos de diálogo, formación y educación en derechos humanos para una cultura de paz y el desarrollo de las capacidades de la administración pública en todos sus niveles para identificación y resolución temprana de conflictos;

x) La de prevenir e identificar riesgos y amenazas para el  gozo de la justicia y el ejercicio pleno de los derechos humanos;

y) La promoción con otros Estados u organismos internacionales de la política pública en materia de justicia y derechos humanos;

z) Las demás que le señalen otras leyes.

Artículo 87-E. Para el ejercicio de sus funciones, la Secretaría de Justicia y Derechos Humanos cuenta con dos(2) Subsecretarías de Estado, Una Subsecretaría de Estado en los Despachos de Justicia y Otra Subsecretaría de Estado en los Despachos de Derechos Humanos.

Están adscritas a la Subsecretaría de Justicia, la Dirección General de Análisis, Mediación y Resolución de Conflictos conEnfoque a Derechos Humanos, la Dirección General de Difusión y Estudio del Ordenamiento Jurídico Nacional; la Dirección General de Mecanismos de Protección para Defensores de Derechos Humanos, Operadores de Justicia, Periodistas y Comunicadores Sociales, la Unidad General de Atención al Público.

Están adscritas a la Subsecretaría de Derechos Humanos, la Dirección General de Políticas Públicas y Plan nacional de Acción de Derechos Humanos, la Dirección General de Seguimiento y Cumplimiento de Compromisos Internacionales Derivados de Convenciones y Tratados, la Dirección General de Seguimiento de casos en el ámnito internacional de Derechos Humanos, la Dirección General de Educación y CUltura de Paz.

## Creación de la Subsecretaría de Justicia y la Subsecretaría Derechos Humanos
Según Decreto Legislativo No. 78-2011; Artículo 1.- cual reforma el Decreto n.º 177-2010 de la fecha 30 de septiembre de 2010, que a su vez reforma los Artículo 28 y 29 de la Ley de Administración Pública, adicionándole el Artículo 4-A el cual se leerá así:

Artículo 4-A: La Secretaría de Estado en los Despachos de Justicia y Derechos Humanos, se auxiliara por las Subsecretarías siguiente:

1.    Subsecretaría de Justicia;y,

2.    Subsecretaría de Derechos Humanos

## Marco Estratégico
Misión 

Rectorar e impulsar el cumplimiento de las responsabilidades del Estado, particularmente del Poder Ejecutivo en materia de Acceso a la Justicia y Derechos Humanos, a través de la promoción de políticas públicas, con el fin de generar una cultura de respeto a los Derechos Humanos, que se fundamente en el principio de la dignidad de la persona humana, como base del desarrollo social y democrático.

Visión 

Ser la Institución del Estado que rectora, orienta e impulsa la Política Nacional, promoviendo el cumplimiento de las obligaciones internacionales adquiridas por el Estado en materia de Justicia y Derechos Humanos, en coordinación con las instituciones, demás órganos del Estado, y la participación de organizaciones de la Sociedad Civil.

Objetivos Estratégicos 

Contribuir al goce y ejercicio de los Derechos Humanos y al acceso a la Justicia por parte de la ciudadanía, particularmente de los grupos en condición de vulnerabilidad, y a disminuir las violaciones a la dignidad humana.  

Lograr el establecimiento de una Política Pública y un Plan Nacional de Acción, participativos y transformadores, que involucren el trabajo coordinado de las instituciones públicas y la Sociedad Civil, mejorando la vigencia efectiva en el disfrute y pleno ejercicio de los derechos y libertades fundamentales.

Contribuir al fortalecimiento de las capacidades y el conocimiento de las obligaciones que tienen las autoridades de las instituciones del Estado, principalmente las del Poder Ejecutivo, de reconocer, respetar, promover, proteger y garantizar los Derechos Humanos, en cuanto al cumplimiento de sus obligaciones y compromisos internacionales.

Los principios que nos rigen:

La Secretaría de Estado en los Despachos de Justicia y Derechos Humanos asume como principios fundamentales en sus acciones, los siguientes:

La dignidad de la persona humana 

La realización de la justicia 

La solidaridad 

Equidad 

Participación democrática 

Pluralismo ideológico 

Sostenibilidad en los procesos 

Transparencia y la rendición de cuentas 

El respeto a la diversidad cultural; y, 

El bienestar, económico y social. 

## Estructura Orgánica Legal
Secretaría de Estado

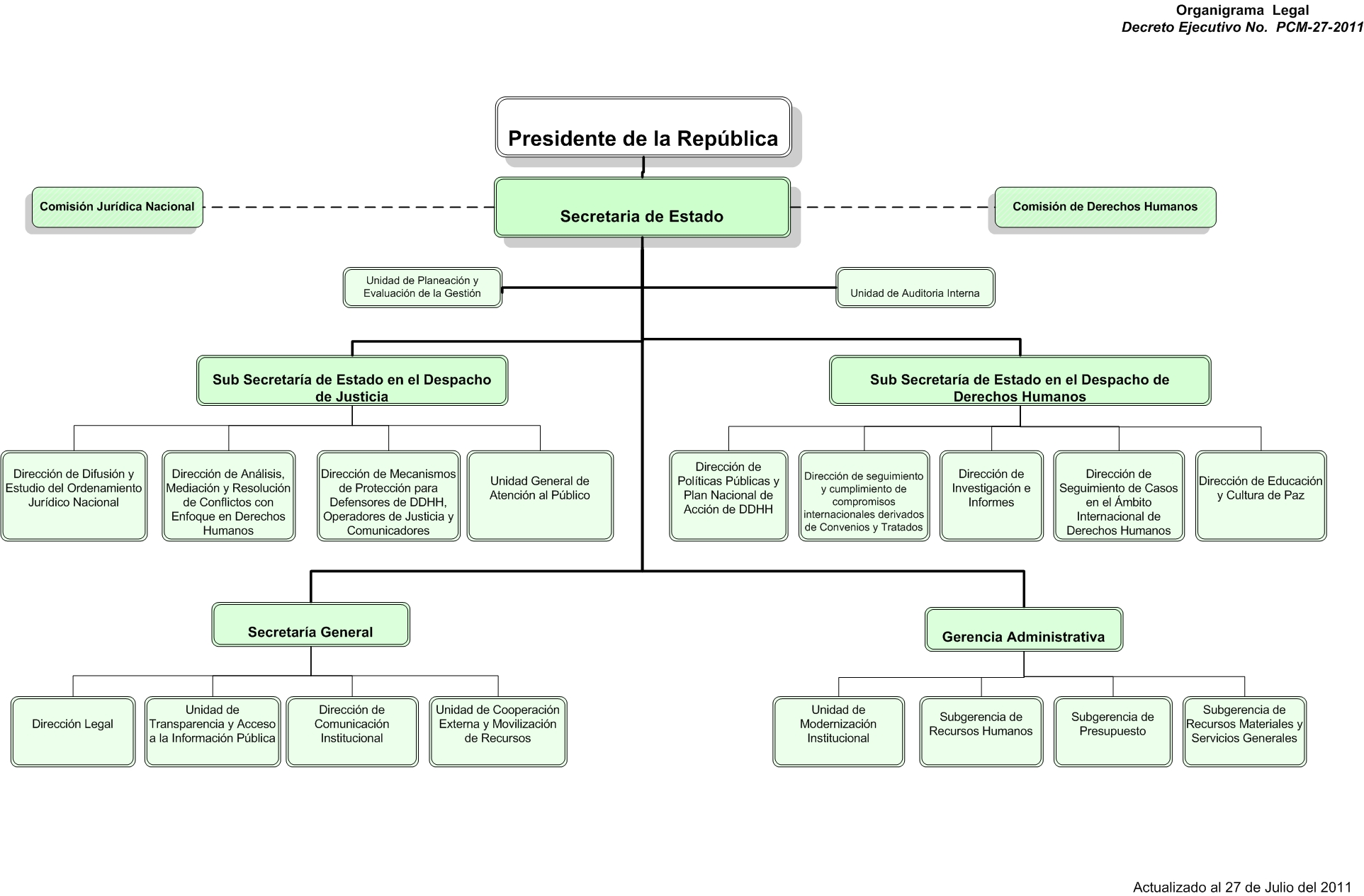
Organigrama Legal de la SJDH.

Dependencias Bajo la Jerarquía de la Subsecretaria de Justicia

Dirección de Difusión y Estudio del Ordenamiento Jurídico Nacional

Dirección de Análisis, Medición y resolución de Conflictos 

Dirección de Mecanismos de Protección para Defensores de los DDHH y Comunicadores

Unidad de Atención al Público

Dependencias Bajo la Jerarquía de la Subsecretaria de Derechos Humanos

Dirección de Políticas Públicas y Plan Nacional de Acción de Derechos Humanos

Dirección de Seguimiento y Cumplimiento de Compromisos Internacionales derivados de Convenciones y Tratados

Dirección de Investigación e Informes

Dirección de Seguimiento de Casos en el Ámbito Internacional de Derechos Humanos

Dirección de Educación y Cultura de Paz

Dependencias Bajo la Jerarquía de la Gerencia Adminsitrativa

Subgerencia de Recursos Humanos

Subgerencia de Presupuesto

Subgerencia de Recursos Materiales y Servicios Generales

Dependencias Bajo la Jerarquía de la Secretaria General

Dirección Legal

Unidad de Transparencia y Acceso a la Información Pública

Dirección de Comunicación Institucional

Unidad de Cooperación Externa y Movilización de Recursos

Unidades de Apoyo

Unidad de Planeación y Evaluación de la Gestión

Auditoría Interna

## Autoridades de la SJDH

### Subsecretario (a) de Derechos Humanos
Karla Cuevas

## Actividades

### Año 2011
Autoridades yo de la Secretaría de Justicia y DDHH comparecen en Audiencia Pública: En el conversatorio, la ministra del ramo, Ana Pineda, abogó por el derecho a la educación de miles de niñas, niños y jóvenes, que constantemente se ve menoscabado por los paros laborales convocados por dirigencia magisterial.
La ministra de Justicia y Derechos Humanos, Ana Pineda, compareció este jueves, ante el pueblo hondureño, en una emisión más de las Audiencias Públicas de Rendición de Cuentas del Gobierno de Unidad Nacional, donde abogó por el derecho a la educación de la niñez hondureña. Ver más Detalle>>
Elección y Juramentación del Comité de Probidad y Ética Pública de la SJDH: En el marco del Código de Ética de los Funcionarios Público, las autoridades institucionales en coordinación con la Dirección de Probidad y Ética del Tribunal Superior de Cuentas, el 1 de agosto de 2011 procedió a la elección y Juramentación del Comité de Probidad y Ética Pública de esta Secretaría de Estado. Ver más Detalle>>
Presentación Oficial de la Web Institucional y el Portal de Transparencia:En cumplimiento a la Ley de Transparencia y Acceso a la Información Pública, la Secretaría de Justicia y Derechos Humanos presentó esta mañana su portal de transparencia en Casa Presidencial."Todas las instituciones son obligadas de acuerdo a ley a tener su portal de transparencia y desde luego se debe capacitar a todos los servidores públicos en el conocimiento de la ley", dijo Guadalupe Jerezano, comisionada presidenta del IAIP. Ver más Detalle>>
Reubicarán familias asentadas en la Biosfera del Río Plátano: La secretaria de Justicia y Derechos Humanos, frente a las órdenes emanadas por los Juzgados de Trujillo, Colón, para desalojar en la segunda quincena de agosto a 17 familias asentadas en la zona núcleo de la Biosfera del Río Plátano, realizó tareas de sensibilización con los habitantes de la zona denominada Musing.
El propósito es ayudarles a comprender que su permanencia en la zona se imposibilita, pero que de manera alterna se hacen acciones encaminadas para que estas familias, compuestas en su mayoría por 53 niños, 29 adultos y 3 mujeres embarazadas, puedan ser reubicadas en condiciones de seguridad y del más irrestricto respeto a los derechos humanos.
Los miembros de la secretaría informaron a la comunidad nacional e internacional, en primer lugar que, “en virtud de que la biosfera es considerada por la UNESCO Patrimonio Mundial de la Humanidad y la normativa internacional y nacional no permiten asentamientos humanos en dichas zonas, ante la inminente destrucción de que está siendo objeto, se tomó la determinación una vez que se dialogó con los dirigentes de la comunidad de reubicarlos en zona de Sico Paulaya, fuera de Biosfera del Río Plátano”. Ver más Detalle>>
Inicia transparente proceso de licitación pública: En presencia de entes contralores, miembros de la prensa y sociedad civil, esta institución recibió ofertas para el arrendamiento del edificio que albergará sus oficinas centrales en la ciudad capital.
Cumpliendo con la política de transparencia que promueve el presidente Porfirio Lobo Sosa, las autoridades de la recién creada Secretaría de Justicia y Derechos Humanos, realizaron este lunes, el proceso de licitación pública del edificio en que funcionará esta institución.Ver más Detalle>>